# Johann Adolph Carl Roux
Johann Adolph Carl (auch: Karl) Roux (* 25. Oktober 1766 in Jena; † 7. Januar 1838 in Erlangen) war ein deutscher Fechtmeister und Gründer der ersten deutschen Lehranstalt für Leibesübungen.

## Leben
Carl Roux war ein Sohn des Französischlehrers der Universität Jena Heinrich Friedrich Roux (1728‒1791) und seiner Ehefrau Johanna Magdalena geb. Bittermann (1741‒1821). Carl studierte Theologie. Nach Abschluss des Studiums gab es jedoch nur geringe Berufsmöglichkeiten. Carl war ‒ wie sein Vater und wie seine Brüder Johann Friedrich Gottlieb (1760‒1828) und Johann Wilhelm (1777‒1846) ‒ ein hervorragender und begeisterter Fechter. Ab März 1795 war er als öffentlicher Fechtlehrer angestellt, vermutlich als Vorfechter bei dem Universitäts-Fechtmeister Joh. Heinrich von den Brinken; ab 1797 war er dessen offizieller Vertreter (Substitut) und Fechtlehrer unter eigenem Namen. In dieser Zeit (bis Juli 1798) verfasste er sein erstes Buch, den Grundriss der Fechtkunst als gymnastische Uebung betrachtet. Darin hebt er hervor, dass das Fechten „für die Gesundheit Stärke und Gewandheit des Körpers höhst wohlthätig sey“ (S. VI); und er beschreibt die Fechtkunst als ein physisches Gegenstück zum Schachspiel ‒ ihm sei sie „die Kunst Pläne (wie etwa die Pläne beym Schachspiele sind) entwerfen, und mit Vereitelung der Pläne des Gegners dieselben ausführen.“ Die gefürchteten studentischen Duelle werden durch den Fechtunterricht keineswegs gefördert; der „gründlich unterrichtete Fechter wird sich in gar keinen Zweykampf einlassen“ (S. X).
1799 bewarb Roux sich um die freie Stelle eines Fechtmeisters an der Universität Erlangen. Die Jenaer Universität gab dazu eine sehr günstige Stellungnahme ab, und zusammen mit seinem Buch überzeugte das die Erlanger Universitätsgremien und das Ministerium. Am 10. Dezember 1799 wurde die Universität angewiesen, Roux die Fechtmeisterstelle zu übertragen, und am 26. April 1800 wurde er in sein Amt verpflichtet, in dem er „den Studiosis in allen zum Fechten und Voltigieren nötigen Wissenschaften getreulichste und der erlangten besten Erfahrung nach gründlichste Lektionen geben […] sollte. Sowie unter den Studiosis Uneinigkeiten entstünden und ihm zur Wissenschaft kämen, solle er solche sogleich gütlich beilegen oder gehörig anzeigen.“ Dementsprechend gab er „nicht allein im Fechten und Voltigieren, sondern auch in vielen anderen gymnastischen Übungen Unterricht“. Allerdings fehlte es lange Zeit an einem geeigneten Gebäude, in dem die Leibesübungen im Winter betrieben werden konnten. Als dann etwa Ende 1805 nach Entwurf von Roux ein abgetrennter Platz mit einer geräumigen Halle dafür eingerichtet und mit vielfältigen Übungsgeräten ausgestattet wurde, war dies die erste gymnastische Lehranstalt in Deutschland.
Der Gymnastikunterricht gewann mit den Jahren immer mehr an Nachfrage; dabei bot Roux diesen Unterricht von Anfang an auch dem Gymnasium an. Nach einer Blütezeit etwa 1816‒1820 wuchsen allgemein politische Schwierigkeiten mit den Burschenschaften. Roux selbst war in Erlangen zunächst nicht betroffen; ihm wurde im Gegenteil das Wohlwollen der Universität bekundet, indem er am 13. November 1822 zum Doktor und Lehrer der Philosophie ehrenhalber ernannt wurde. 1823/24 wurde jedoch auch in Erlangen das Turnen generell untersagt, und die ganze Anlage wurde demontiert.
Im August 1826 wurde das Turnen ‒ unter vorsichtigen Voraussetzungen ‒ für das Gymnasium wieder erlaubt; im Mai 1827 auch wieder für die Universität. Roux wirkte weiter daran mit; im Personalverzeichnis der Universität Erlangen, das ab 1830 erschien, wurde er als „Lehrer der Fechtkunst und Gymnastik“ geführt.
Roux hat nicht geheiratet.

## Schriften
- Grundriss der Fechtkunst als gymnastische Uebung betrachtet. Ein Leitfaden für den mündlichen Unterricht von Ioh. Ad. Carl Roux. Jena (gedruckt bei Stranckmann) 1798. Digitalisat.
- Theoretisch praktische Anweisung über das Hiebfechten. Ein Leitfaden für den mündlichen Unterricht von Joh. Adolph Carl Roux. Büreau für Literatur, Fürth 1803.[20]
- Das Fechten auf Stoß und Hieb. In: J. C. F. GutsMuths: Gymnastik für die Jugend, enthaltend eine praktische Anweisung für Leibesübungen. Ein Beytrag zur nöthigsten Verbesserung der körperlichen Erziehung. 2. Ausgabe Schnepfenthal 1804, S. 285‒300.
- Die Deutsche Fechtkunst, enthaltend eine theoretisch-praktische Anweisung zum Stoßfechten. Zum Gebrauch für Akademien und Militärschulen von Johann Adolph Karl Roux. Zweyte verbesserte und vermehrte Ausgabe.[21] Barth, Leipzig 1817. Digitalisat.[22]
- Worte zur Empfehlung der Leibesübungskunst. Von Johann Adolph Karl Roux. Erlangen o. J. [1820]. Digitalisat.

posthum herausgegeben:
- Über das Verhältniß der deutschen Fechtkunst zum Ehrenduell, sowohl im Allgemeinen, als auch für Universitäten, insbesondere mit Berücksichtigung der Mittel, die Duelle zu verhüten, oder sie wenigstens unschädlich zu machen und zu vermindern. Von Dr. Johann Adolph Karl Roux. Auf besonderes Verlangen des nunmehr verstorbenen Verfassers zum Druck befördert und vollendet von W. Roux. Erfurt 1841.[23]

### Fehlzuschreibung
Von Kuhr 1906, S. 10f., von Oskar Roux 1928, S. 48, und in vielen Katalogen wird dieses Werk Joh. A. Carl Roux zugeschrieben:
- Gründliche und vollständige Anweisung in der deutschen Fecht-Kunst auf Stoss und Hieb, aus ihren innersten Geheimnissen wissenschaftlich erläutert, für Kenner zur Ausbildung und als Kunstschatz, für Lernende systematisch und deutlich entworfen. Jena (Buchhandlung Wolfgang Stahl) 1798. (mit Titelvignette „KB“.) Digitalisat.
Roux zitiert diese Schrift, „wovon der Verfasser sich nicht genannt hat“, kritisiert ihre Terminologie, amüsiert sich über den Titel und stellt fest: Darin „ist nichts weniger, als die deutsche Art zu fechten enthalten“.[24]

## Nachweise
1. ↑  laut Kuhr 1906, S. 9, nach Mitteilung von Ludwig C. Roux.
2. ↑  Kuhr 1906, S. 19.
3. ↑  Eingeschrieben als „Jo. Adolph Carl Roux“ am 25. Mai 1784 (Matrikel der Universität Jena 1764‒1801, S. 78v).
4. ↑  laut Gelehrten Geschichte S. 321.
5. ↑  Fechtmeister in Jena von 1782 bis 1808.
6. ↑  Hochfürstl. S. Weimar- und Eisenachscher Hof- und Addreß-Calender, auf das Jahr 1797, S. 56f., und 1798, S. 56. Roux wurde erst 1801 aus dem Verzeichnis gestrichen (S. 56).
7. ↑  Vgl. die Vorlesungsankündigungen im  Intelligenzblatt der Allgemeinen Literatur-Zeitung vom 13. April 1796, Sp. 381, bis zum 29. März 1800, Sp. 358.
8. ↑  Grundriss S. IX.
9. ↑  Kuhr 1906, S. 10.
10. ↑  Unter Voltigieren wurden Übungen am Holzpferd verstanden (die sich dann zum Turnen am Pauschenpferd weiterentwickelten); an vielen Orten galt das als selbstverständliche Aufgabe des Fechtmeisters. Vgl. J. A. Schmidt: Gründlich lehrende Fecht-Schule […] Nebst einem curieusen Unterricht vom Voltigiren und Ringen. Nürnberg 1749, S. 120‒140, mit Abbildungen.
11. ↑  Kuhr 1906, S. 12f.
12. ↑  Brief von 1804, zitiert bei Kuhr 1906, S. 22f.
13. ↑  Vgl. Zeitschrift für Pädagogik, Erziehungs- und Schulwesen Jg. 1806, 1. Band, S. 147f.
14. ↑  Roux im März 1820: „Die hiesige Anstalt zu den künstlichen Leibesübungen […] besteht an 15 Jahre.“ (Worte zur Empfehlung usw., S. 35 Anm.).
15. ↑  Kuhr 1906, S. 23, 41, 50.
16. ↑  Oskar Roux 1928, S. 48.
17. ↑  Kuhr 1906, S. 66‒68.
18. ↑  Kuhr 1906, S. 72.
19. ↑  Uebersicht des Personal-Standes […] Sommersemester 1830, S. 14, bis Wintersemester 1837/38, S. 15.
20. ↑  Besprechung in Allgemeine Literatur-Zeitung vom 10. Juni 1805, Nr. 157, Kleine Schriften.
21. ↑  Der Grundriss von 1798 ist als erste Ausgabe betrachtet.
22. ↑  Besprechung in Ergänzungsblätter zur Allgemeinen Literatur-Zeitung Juli 1817, Nr. 77, Sp. 615f.
23. ↑  Vgl. Anzeige in Zeitschrift für das Forst- und Jagdwesen N. F. 2. Band, 1. Heft, 1842, nach S. 94.
24. ↑  Deutsche Fechtkunst 1817, S. 39 Anm.

| Personendaten    | Personendaten                       |
| ---------------- | ----------------------------------- |
| NAME             | Roux, Johann Adolph Carl            |
| ALTERNATIVNAMEN  | Roux, Johann Adolf Karl; Roux, Carl |
| KURZBESCHREIBUNG | Fechtmeister und Turnlehrer         |
| GEBURTSDATUM     | 25. Oktober 1766                    |
| GEBURTSORT       | Jena                                |
| STERBEDATUM      | 7. Januar 1838                      |
| STERBEORT        | Erlangen                            |